# Ophrys campolati
Ophrys campolati är en orkidéart som beskrevs av Othmar Danesch och Edeltraud Danesch. Ophrys campolati ingår i ofryssläktet, och familjen orkidéer.
Artens utbredningsområde är Italien. Inga underarter finns listade i Catalogue of Life.